# Tropicus taghavianii
Tropicus taghavianii is een keversoort uit de familie oevergraafkevers (Heteroceridae). De wetenschappelijke naam van de soort is voor het eerst geldig gepubliceerd in 2006 door Skalický.